# Настоящая легенда
«Настоящая легенда» (кит. трад. 蘇乞兒, пиньинь Sū Qǐ Ér, англ. True Legend) — фильм режиссёра Юнь Вопхина производства Китая, вышедший в 2010 году.

## Сюжет
Су Кан — генерал, который ведёт армию, чтобы спасти принца из большой крепости в горах. Принц обещает, что сделает Су губернатором провинции Хубэй. Сводный брат Су, Юань, испытывает к нему зависть. Несмотря на это, Су любит его и просит принца назначить губернатором Юаня. Су хочет уйти со службы, уехать домой и открыть там школу ушу, в которой будет обучать людей этому боевому искусству. Су отдаёт свой большой меч полковнику Ма и рассказывает Юаню о своих планах. Юань становится губернатором. Ранним утром следующего дня Су отправляется домой верхом на лошади.
Пять лет спустя у Су и его жены Ин, сестры Юаня, уже есть сын по имени Фэн. Отец Су сообщает им, что скоро приедет Юань. Он предупреждает Су, что у Юаня могут быть плохие намерения. Всё потому, что годами ранее отец Су убил отца Юаня, когда тот зашёл слишком далеко в изучении боевой техники под названием «Пять ядовитых кулаков». Отец Су обеспокоен, но Су наивен и уверяет отца, что всё будет хорошо.
Юань приезжает. Он приветствует сестру, Фэна и отца Су. Отец Су знает, зачем он приехал, и просит Юаня не трогать Ин и её ребёнка, а разобраться только с ним. Используя свою смертоносную технику, Юань убивает и обезглавливает отца Су. Он надеется, что Ин и её сын станут его семьёй. Когда о произошедшем узнаёт Су, он бежит домой, но там его атакуют Железные Близнецы. В погоне за ними он приезжает к тому месту, где находятся Юань, его люди, Ин и Фэн. Начинается бой между Су и Юанем. У Юаня есть превосходство — броня из чёрного золота, вшитая в его тело, которая делает его частично неуязвимым для лезвий. Используя «Пять кулаков», он наносит смертельную рану Су. Фэн просит пощадить отца. Юань сбрасывает раненого в бурную реку. Ин бросается за ним. Юань берёт Фэна под свою опеку.
Ин просыпается в лесу и пытается спасти мужа. Их находит знахарь Юй, которая лечит раны Су в своём доме. Су приходит в сознание, но чувствует, что его рука ослабла, а все сухожилия порваны. Поначалу он отчаивается, начинает пить, но благодаря жене начинает тренироваться с целью спасти сына. Однажды Су встречает Бога Ушу и Старого Мудреца, просит помощи в изучении ушу. В священном месте, в течение многих лет Су сражается с Богом Ушу, пытаясь победить его. Знахарь Юй, проверяет пульс Су и говорит Ин, что Су сходит с ума и, вероятно, Бога Ушу и Старого Мудреца не существует, так как в округе кроме них никого нет. Как-то раз Ин следит за мужем и видит, что он дерётся с самим собой. Ин умоляет Су прийти в себя, но тот не верит ей. Су побеждает Бога Ушу и спешит сообщить об этом жене, но обнаруживает, что она втайне от него отправилась в одиночку спасать сына .
Во дворце Юаня Ин попадает в плен. Су прибывает туда и сражается с охраной. Он также побеждает Железных Близнецов. Юань распоряжается поместить Ин в ящик и закопать его поглубже. Затем он убивает свидетелей, чтобы только он знал о её местонахождении. Су сражается с Юанем в его тренировочном зале и в итоге побеждает его. Фэн просит отца не убивать Юаня потому, что только он знает, где Ин. Но обезумевший Су в гневе наносит смертельный удар в горло Юаня. Осознав свою ошибку, Су бросается на умирающего солдата, и тот рассказывает, где Ин. Су и Фэн находят и раскапывают ящик, но находят Ин мёртвой.
Проходит несколько лет. За эти годы Китай перестал быть династическим. Су сошёл с ума от потери жены. Бездомный Фэн водит отца по улицам и заботится о нём. Между тем в городе проходят бои между китайцами и иностранцами на ринге. Проигравший попадает к тиграм на съедение. Полковник Ма, теперь лидер Федерации Ушу, намерен участвовать в поединке.
Между тем, Су идёт в гостиницу и устраивает там беспорядки, крадя вино и вступая в драку с людьми, пытающимися остановить его. Затем он встречает такого же пьяницу, который дерётся с ним и даёт несколько философских советов. Оба начинают использовать технику «Пьяный кулак», и Су восстанавливает своё здравомыслие. Женщина в гостинице зовёт Ма, чтобы усмирить Су. Ма узнаёт в бродяге старого друга. Они общаются, и Ма возвращает Су его меч. Су просит Ма позаботиться о сыне, но Фэн настаивает на том, чтобы остаться с отцом.
На следующий день Су и Фэн приходят поддержать Ма в битве на ринге. Су идёт пить в бар клуба, не обращая внимания на то, что Ма получает серьёзные травмы. Фэн пытается спасти Ма от гибели, но соперник хватает мальчишку и держит его в воздухе. Фэн кричит, прося о помощи отца. Крики сына пробуждают Су от пьянства, и он бежит на ринг. Су побеждает рестлера. Энтони, организатор поединков, выводит на арену ещё бойцов, в результате чего Су противостоит троим. Используя технику «Пьяный кулак», выученную у пьяницы в гостинице, Су побеждает противников, несмотря на своё ранение. В итоге одни бойцы мертвы, другие без сознания. Благодаря видению своей умершей жены и криков сына, Су удаётся встать на ноги. Он объявлен победителем.

## В ролях
| Актёр                | Роль                     |
| -------------------- | ------------------------ |
| Винсент Чжао Вэньчжо | Су Кан / нищий Су        |
| Чжоу Сюнь            | Ин                       |
| Джей Чоу             | Бог ушу / Пьяный бог     |
| Мишель Йео           | Юй                       |
| Энди Он              | Юань                     |
| Дэвид Кэррадайн      | Энтони                   |
| Го Сяодун            | Ма                       |
| Лён Каянь            | отец Су Кана Су Ванькунь |
| Гордон Лю Цзяхуэй    | Старый мудрец            |

## Прокат в России
На российские экраны фильм вышел 23 сентября 2010 года в 3D, прокатчик Каравелла DDC. Релиз на DVD и Blu-Ray состоялся 13 октября 2010 года компанией Кармен Видео.